# Công ty Dầu hỏa Kuwait Quốc tế
Kuwait Petroleum International (KPI), thường được gọi với thương hiệu của mình Q8, lọc và buôn bán nhiên liệu, dầu nhờn và các sản phẩm dầu hỏa chủ yếu ở châu Âu và Đông Nam Á. Được thành lập vào năm 1983, nó là chi nhánh quốc tế của Tổng công ty Dầu khí Kuwait., Nó cung cấp cho 4.000 trạm xăng lẻ, cũng như các hoạt động bán hàng trực tiếp cung cấp nhiên liệu và dầu sưởi ấm cho người sử dụng tư nhân và công nghiệp. Q8 cũng điều hành một dịch vụ Diesel quốc tế (IDS) - một dịch vụ thẻ nhiên liệu an toàn được hỗ trợ bởi công nghệ tự động cho các công ty vận tải đường bộ quốc tế - tại hơn 700 địa điểm trên khắp châu Âu. Q8 cũng có một doanh nghiệp hàng không đáng kể tiếp thị nhiên liệu máy bay phản lực tại hơn 40 sân bay trên toàn thế giới và kinh doanh dầu nhờn với năm cơ xưởng trộn dầu nhờn, bán hàng trực tiếp và các hoạt động tiếp thị trên khắp châu Âu và xuất khẩu sản phẩm đến hơn 75 quốc gia trên toàn thế giới.